# Шаховская, Людмила Дмитриевна
Людмила Дмитриевна Шахо́вская (урождённая Шелапутина; 23 октября (4 ноября) 1850 — после 1917) — поэтесса, драматург и переводчик; автор многочисленных исторических романов, преимущественно из древнеримской жизни. Происходила из покровских купцов Шелапутиных, переселившихся в Москву в конце XVIII столетия и в 1792 году торговавших в снеточном ряду.

## Биография
Родилась в Москве, дочь Дмитрия Прокофьевича Шелапутина (1802—1855) от его брака с Александрой Ивановной Кулаковой (1815—1880). Внучка купца Прокопия Дмитриевича Шелапутина, возведённого в 1824 году потомственное дворянство. Выросла в родительском доме в приходе церкви Николая Чудотворца на Болвановке. Рано потеряв отца, была воспитана матерью. Получила хорошее образование, знала несколько иностранных языков.
В 1860 году её мать купила усадьбу Зенино, которая была составной частью другой усадьбы — Троицкое-Кайнарджи, но уже в 1866 году продала её своему зятю дворянину Ивану Ивановичу Шахо́вскому (1837—30.03.1916). Уроженец Бессарабии, Шаховской преподавал законоведение и был кандидатом юридического факультета Московского университета. Позже действительный статский советник и земский гласный в Москве. В 1915 году он издал исторический очерк, посвящённый усадьбе Зенино.
Будучи матерью многочисленного семейства, Шаховская на досуге занималась поэзией и писала романы. Романы её — это художественное изложение жизни древних римлян, галлов, греков, карфагенян и абиссинцев. Между собой они представляют единую последовательную цепь событий, следующих друг за другом; можно сказать, что в них литературным языком изложена история Древнего Рима.
Она была автором свыше трёх десятков романов. Среди наиболее известных произведений можно назвать следующие: «Молодость цезаря Октавиана Августа» (М., 1876); «Жребий брошен. Исторический роман эпохи Юлия Цезаря» (М., 1884); «Над бездной. Исторический роман эпохи Цицерона» (М., 1882); «Весталка» (М., 1890); «Под властью Тиверия» (М., 1887); «Сивилла, волшебница Кумского грота»; «Карфаген и Рим» (М., 1882); «Римляне в Африке» (М., 1897); «Кесарь Адриан» (М., 1896); «Конец римской доблести» (М., 1896); «По геройским следам!.. Романтическая греза из быта древних римлян» (М., 1899); «Нерон» (М., 1889); «Лев победитель. Исторический роман из абиссинской жизни» (М., 1898).
Кроме этого, Шаховская была автором нескольких поэтических сборников и создала первый в России «Словарь рифм русского языка» (М., 1890). Занималась благотворительностью и состояла попечительницей женского Рогожского училища. До 1917 года проживала с семьей в собственном доме на Верхней Болвановской улице в Москве.